# رينالد دينويكس
رينالد دينوي (الفرنسية: dənwɛ؛ وُلد في 14 مايو 1948) هو مدرب (رياضة) فرنسي في كرة القدم ولاعب سابق.
وُلِد في روان، وقضى دينوي مسيرته الكروية كلاعب بالكامل في نادي نانت، حيث لعب في مركز المدافع، قبل أن يصبح مدربًا في أكاديمية النادي للشباب. وخلال فترة عمله في الأكاديمية، ساهم في اكتشاف لاعبين مثل ديدييه ديشامب ومارسيل ديسايي. وبعد اعتزال جان-كلود سوايدو، تولى دينوي تدريب الفريق الأول وحقق لقب الدوري الفرنسي 2000–01. لكنه أُقيل في الموسم التالي بسبب النتائج غير المرضية في الدوري الفرنسي. في عام 2002، تم التعاقد معه من قبل ريال سوسيداد الإسباني، وقاد الفريق إلى المركز الثاني في الدوري الإسباني خلال موسم 2002–03.

## الإنجازات

### كلاعب
نانت
- الدوري الفرنسي: 1972–73، 1976–77
- كأس فرنسا: 1978–79

### كمدرب
نانت
- الدوري الفرنسي – الدرجة الأولى: 2000–01
- كأس فرنسا: 1998–99، 1999–2000
- كأس الأبطال الفرنسي: 1999، 2001

### الجوائز فردية
- الدوري الفرنسي – مدرب العام: 2000–01[1]
- جائزة دون بالون: 2002–03

## روابط خارجية
- إحصائيات على الموقع الرسمي لريال سوسيداد